# Schmucktheorie
Die Schmucktheorie ist eine Untergattung der Designtheorie, die sich speziell mit dem Phänomen Schmuck beschäftigt. Obwohl seit dem Mittelalter vereinzelt schmucktheoretische Überlegungen überliefert sind, kann man erst im 21. Jahrhundert von der Entstehung einer systematischen Schmucktheorie sprechen.
Die älteste bekannte Schrift, die in Ansätzen auch schmucktheoretische Überlegungen beinhaltet, ist die um 1125 entstandene Abhandlung De diversis artibus von Theophilus Presbyter. Bei dieser handelt es sich in erster Linie um eine Anleitung für Goldschmiede. Im Prolog ermutigt er seine Schüler, indem er ihre Begabung als gottgewollt bezeichnet und dies anhand der Psalmen Davids belegt.
Auch der florentinische Goldschmied Benvenuto Cellini (1500–1571) überlieferte in seiner 1565–1568 verfassten Abhandlung über die Goldschmiedekunst schmucktheoretische Überlegungen. Obwohl es sich wie bei Presbyter in erster Linie um einen praktischen Ratgeber handelt, beschreibt er dort auch die Ikonographien, nach denen seine wichtigsten Goldschmiedearbeiten gefertigt wurden. Diese entstanden in Zusammenarbeit mit seinen Auftraggebern und sind genauso ausgefeilt wie bei den großen Kunstwerken der Renaissance. 
Gottfried Sempers Über die formelle Gesetzmäßigkeit des Schmucks und dessen Bedeutung als Kunstsymbol von 1856 ist die früheste Abhandlung rein schmucktheoretischer Art. Dieser Aufsatz ist die bisher einzige schmucktheoretische Schrift eines bedeutenden Gestalters.
Erst im 21. Jahrhundert wurden wieder schmucktheoretische Überlegungen vorgenommen, mit dem Ziel, zu einer brauchbaren Schmucktheorie zu gelangen. Einen ersten Versuch in dieser Richtung unternahm Anne-Barbara Knerr mit ihrem 2009 erschienenen Buch Schmuck und Sinn, Fragen und Antworten zum Phänomen Schmuck. Dort stellt sie die sechs wichtigsten offenen Fragen zu diesem Thema mit dem Schwerpunkt Körper- und Kleiderschmuck und versieht sie mit ersten Antwortversuchen: Warum trägt der Mensch Schmuck? Wie hängen Mode und Schmuck zusammen? Schmücken sich Männer anders? Gibt es eine Funktionalität des Schmucks? Ist Schmuck eher Zeichen oder Symbol? Was ist Schmuck?
Unterwegs zu einer Theorie des Schmucks ist auch Wilhelm Lindemann mit seinem 2011 herausgegebenen Buch Schmuckdenken. Dabei handelt es sich um das komprimierte Ergebnis der gleichnamigen Symposien, welche ab 2005 jährlich vom Idar-Obersteiner Studiengang Edelstein- und Schmuckdesign der Hochschule Trier und der Stadt Idar-Oberstein gemeinsam organisiert wurden. 2014 war die zehnte, 2017 die elfte und 2021 die zwölfte Veranstaltung. Die Texte für SchmuckDenken 2 gehen auf Vorträge des Symposiums 2017 zurück.